# Železniško postajališče Kamnje
Železniško postajališče Kamnje je eno izmed železniških postajališč v Sloveniji, ki oskrbuje bližnji naselji Potoče in Brje, med katerima se nahaja.